# آدا (ساتراپ کاریا)
آدا (به یونان: Ἄδα) ؛ (۳۷۷ – ۳۲۶ پیش از میلاد) ساتراپ کاریا در سدهٔ چهارم پیش از میلاد بود.
آدا دختر هکاتومنوس ساتراپ کاریا و خواهر ماسول، آرتمسیا، ایدریئوس، و پیکسوداروس بود. او با بردارش، ایدریئوس، وصلت نمود که در سال ۳۵۱ پیش از میلاد جانشین آرتمسیا شده بود. در سال ۳۴۴ پیش از میلاد با مرگ ایدریئوس، آدا ساتراپ کاریا شد اما چند سال بعد توسط برادر دیگرش، پیکسداروس اخراج شد و پیکسوداروس خود را ساتراپ جدید کاریا نامید. در سال ۳۳۵ پیش از میلاد پس از مرگ پیکسوداروس، دامادش اورونتوباتس، از سوی شاهنشاه هخامنشیان عهده‌دار این مسئولیت شد.
سال بعد که اسکندر مقدونی به کاریا حمله کرد، آدا که در آن زمان دژ آلیندا را در مالکیت داشت، بدون هیچگونه مقاومتی دژ را تسلیم اسکندر کرد. به پاس این خوش‌خدمتی، اسکندر او را فرمانده محاصره‌ی هالیکارناس کرد و پس از تسخیر هالیکارناس، فرمانروایی بر کاریا را به آدا سپرد. آدا نیز رسماً اسکندر را به فرزندخواندگی پذیرفت تا بدین ترتیب حکومت کاریا پس از مرگش بدون هیچگونه قید و شرطی به خود اسکندر برسد.

## ميراث
بنا بر اظهارات باستان‌شناسان ترک، مقبرهٔ آدا پیدا شده‌است و بقایای او امروزه در موزهٔ باستان‌شناسی بودروم در معرض نمایش است.

### نگارخانه

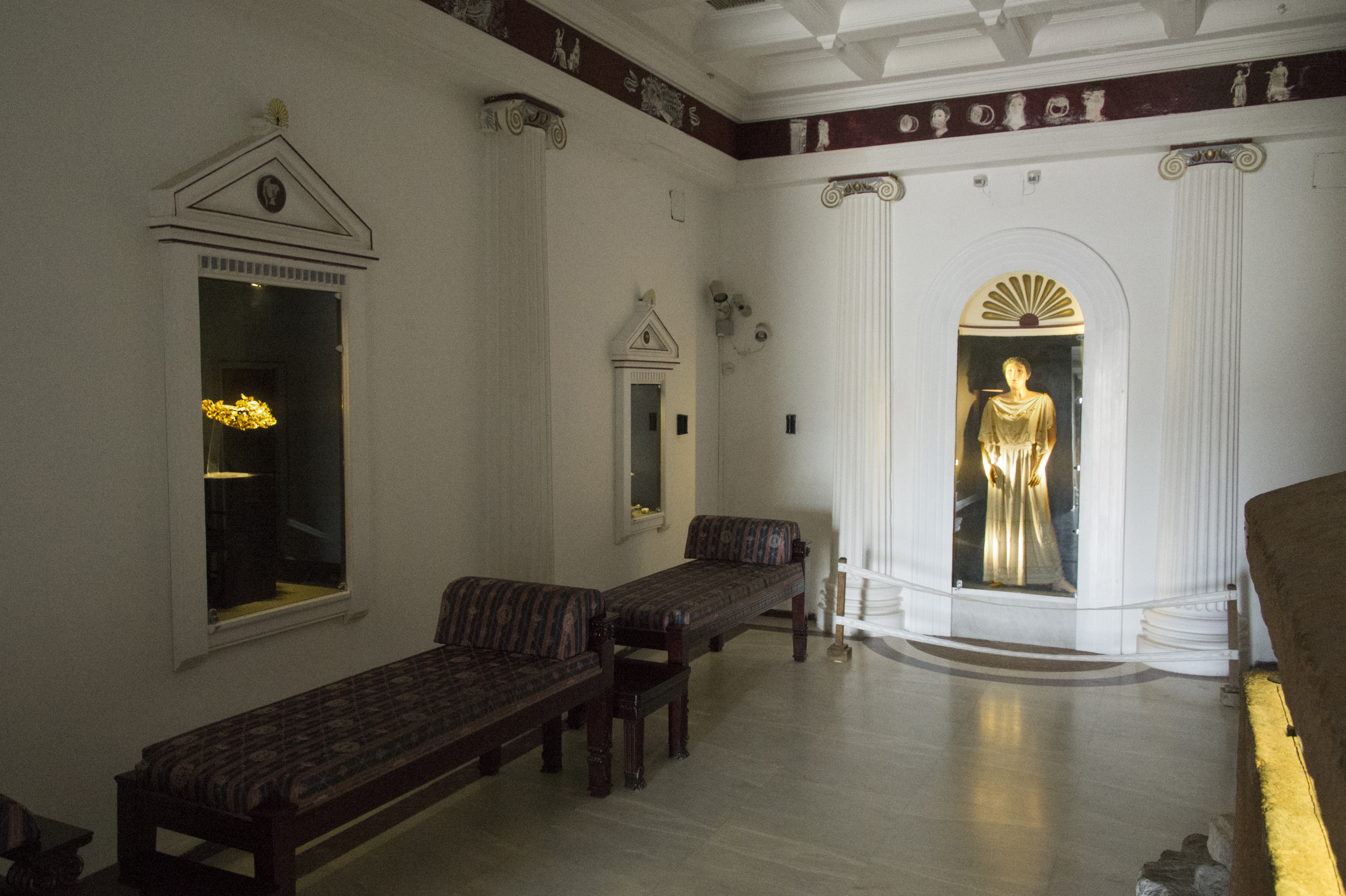
اتاق اختصاص داده شده به ملکه کاریا در موزه باستان شناسی بودروم.
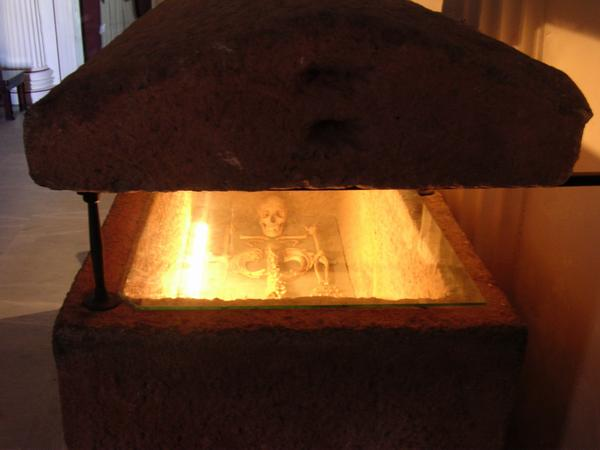
اسکلت منتسب به آدا ، موزه باستان شناسی بودروم.
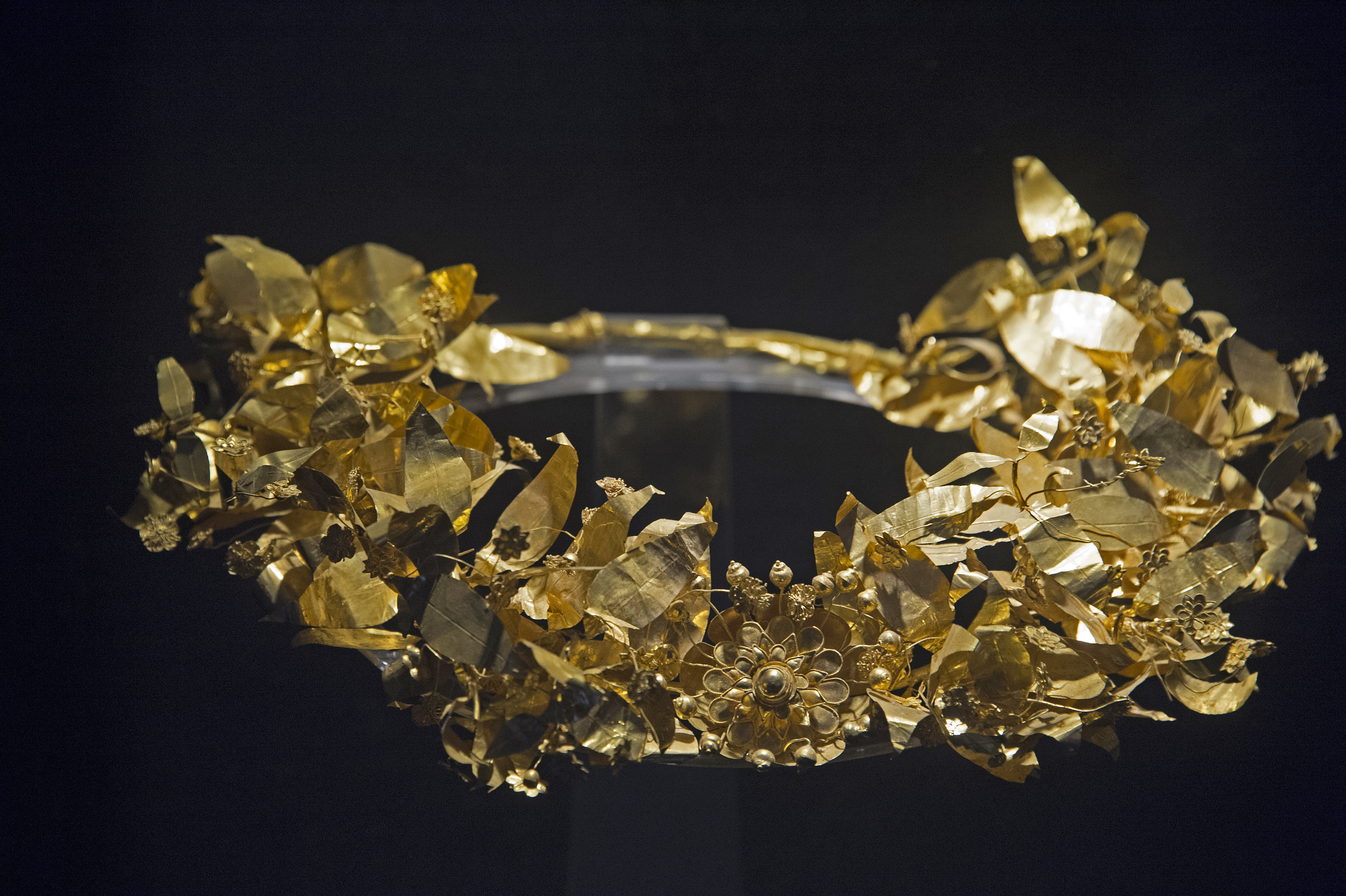
تاج گل آدا از طلا، موزه باستان شناسی بودروم.
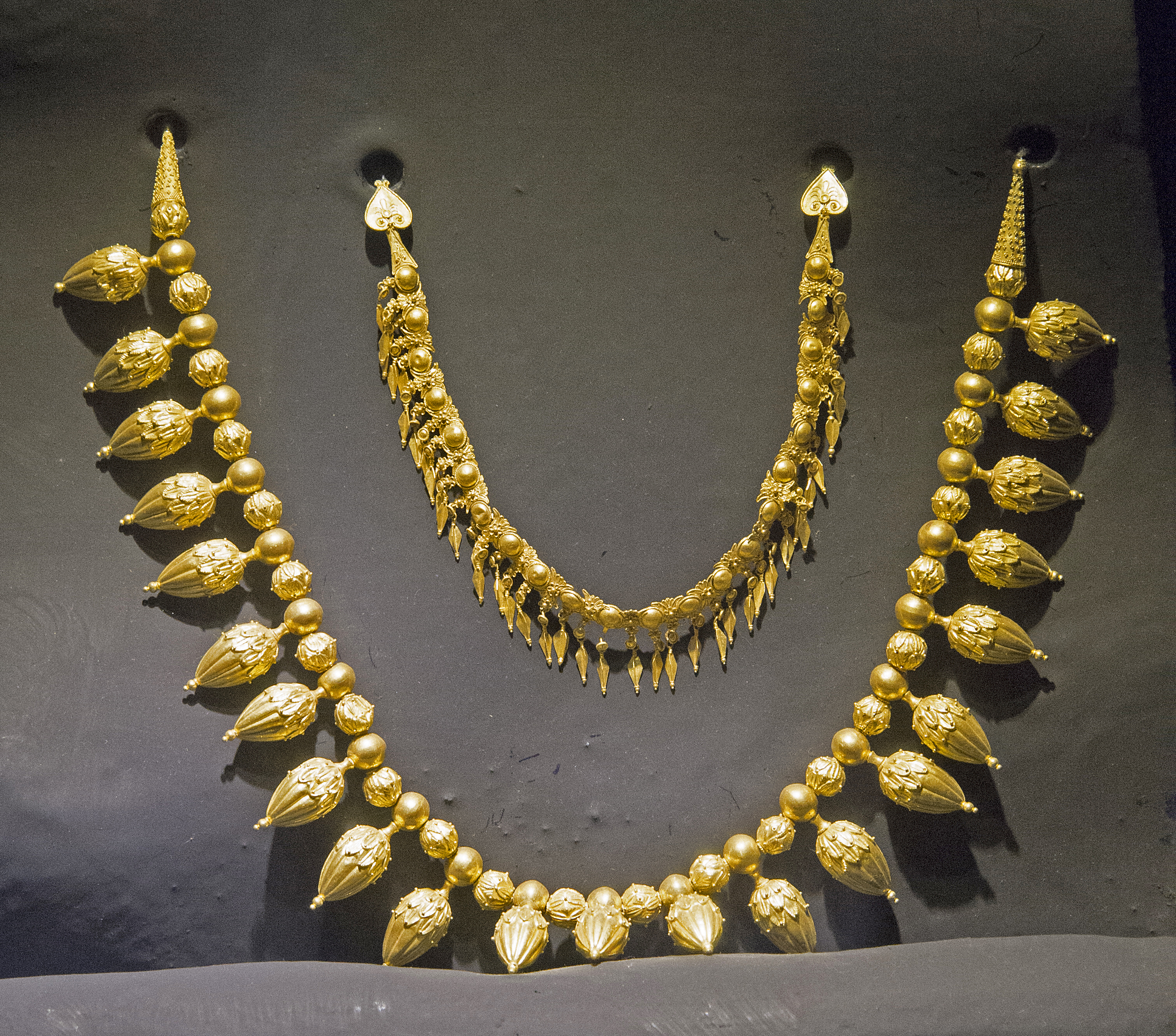
جواهرات کشف شده از آدا، موزه باستان شناسی بودروم.
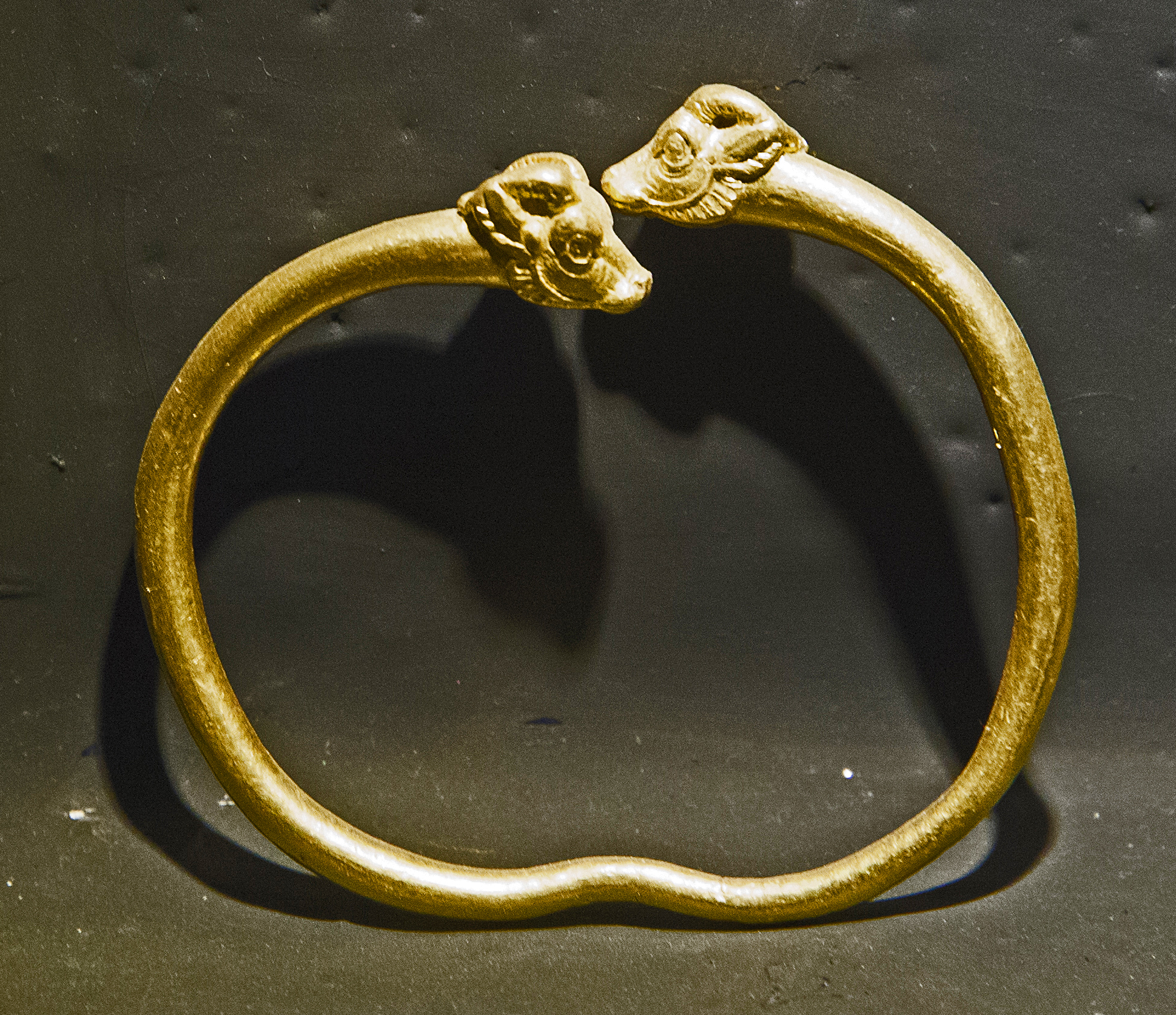
جواهرات کشف شده از آدا، موزه باستان شناسی بودروم.
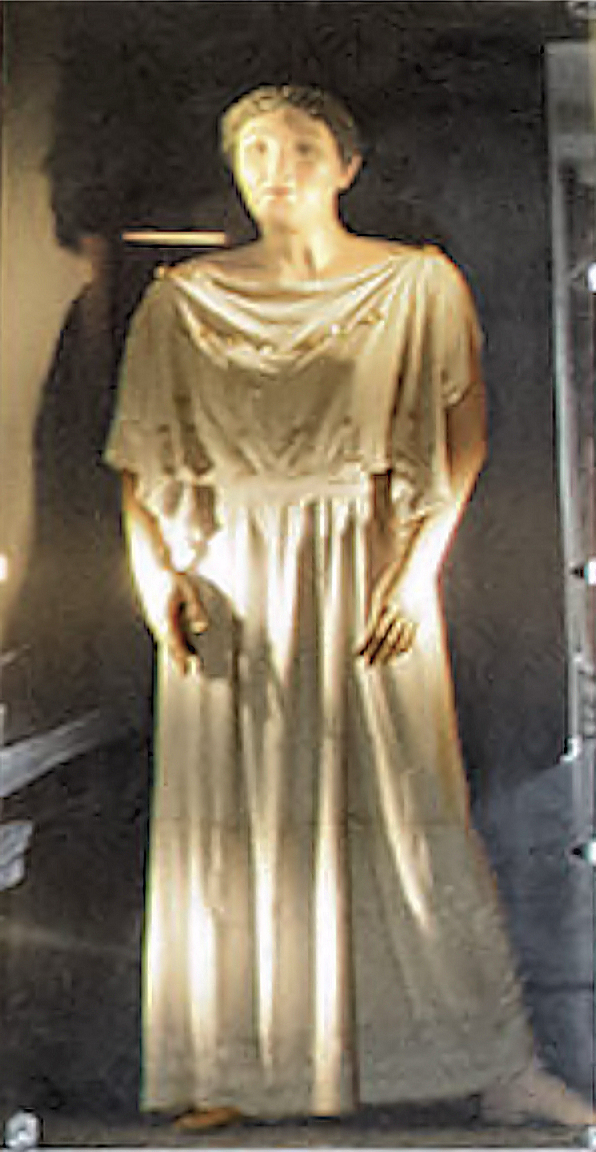
مجسمه بازسازی شده آدا، موزه بودروم. گفته می‌شود او ۱۶۲ سانتی متر قد داشته و هنگام مرگ حدود ۴۰ سال سن داشته است.